# ستاویشچه (گمینا چرمخا)
ستاویشچه (به لهستانی:  Stawiszcze) یک روستا در لهستان است که در گمینا چرمخا واقع شده‌است.